# قطعنامه ۳۶۸ شورای امنیت
قطعنامه ۳۶۸ شورای امنیت سازمان ملل متحد که در تاریخ ۱۷ آوریل ۱۹۷۵ تصویب شد، سندی بین‌المللی دربارهٔ مصر-اسرائیل است. این قطعنامه طی نشست ۱٬۸۲۱ام با ۱۳ موافق، ۰ مخالف و ۰ ممتنع تصویب شد.